# Ngapo Tseten Drolkar
Ngapo Tseten Drolkar, (tibétain : ང་ཕོད་ཚེ་བརྟན་སྒྲོལ་དཀར་, Wylie : nga phod tshe brtan sgrol dkar, pinyin tibétain : Ngapoi Cedain Zhoigar) (novembre 1919 ou en septembre 1915 à Lhassa - 24 mai 2012 à Pékin) est la femme du ministre Ngabo Ngawang Jigme et fut nommée à différentes fonctions en vertu de son mariage. 

## Biographie
Ngapo Tseten Drolkar fut l'épouse de Ngapo Shapé, chef de la famille Ngapo et père adoptif Ngapo Ngawang Jigme. Ce dernier l'épousa après la mort de son mari en 1932,. 
En mars 1954, elle est nommée directrice de la Association patriotique des femmes de Lhassa, puis à partir de 1959, membre du comité du Tibet du CPPCC fondé en décembre de cette année, et membre du Comité préparatoire à l'établissement de la région autonome du Tibet. Elle est nommée députée du Assemblée nationale populaire en 1964, 1975, 1978 et 1983. À partir de 1965 et jusqu'en 1985, elle est présidente et vice-présidente de la Fédération des femmes tibétaines, et à partir de 1978, vice-présidente de la Fédération nationale des femmes de Chine. Elle a pris sa retraite en mars 2003.